# Methia knulli
Methia knulli är en skalbaggsart som beskrevs av Linsley 1940. Methia knulli ingår i släktet Methia och familjen långhorningar. Inga underarter finns listade i Catalogue of Life.